# Antonio Elorza Domínguez
Antonio Elorza Domínguez (Madrid, 20 de novembre de 1943) és un historiador, assagista i catedràtic de Ciències Polítiques a la Universitat Complutense de Madrid. A més de comptar amb un extens treball d'investigació sobre la història del pensament polític i dels moviments socials a Espanya, palès en obres com La ideología liberal en la Ilustración española o Pensamiento político en España, siglos XIX y XX, Elorza ha passat en els últims anys a centrar-se en l'estudi dels nacionalismes i el fanatisme religiós, plasmat, entre d'altres, en les següents obres: Tras la huella de Sabino Arana: los orígenes totalitarios del nacionalismo vasco, Umma: el integrismo en el islam i El nuevo terrorismo islamista.
Elorza manté una inacabada polèmica amb la professora Gema Martín Muñoz i altres arabistes espanyols, discrepa de la tesi de l'escriptor palestí Edward Said, i en els últims temps ha tingut les seves polèmiques amb Tariq Ramadan, fins a derivar en una aferrissada controvèrsia. "La modernització de façana amaga en Tariq Ramadán una posició de rígid neofundamentalisme", sosté Elorza. També ha tingut certa repercussió un intercanvi d'articles amb José Álvarez Junco sobre el sorgiment del concepte de nació espanyola.
La seva ideologia política és, d'una banda, d'esquerres: va militar en el Partit Comunista dEspanya fins al 1981 i va participar en la fundació d'Izquierda Unida; i de l'altra, espanyolista: a les eleccions generals espanyoles de 2008 va donar suport a Unió, Progrés i Democràcia, la candidata del qual Rosa Díez va presentar en un acte universitari que es va intentar boicotejar per part d'un grup d'estudiants extremistes. Darrerament és columnista del diari digital The Objective que es situa a l'extrema dreta.

## Obres
- Socialismo utópico español, 1970.
- La ideología liberal en la ilustración española, 1970.
- (Coautor: Elena Hernandez Sandoica) La Guerra de Cuba (1895-1898): Historia política de una derrota colonial, 1998.
- (Coautor: Marta Bizcarrondo) Queridos Camaradas: La Internacional comunista y España, 1919-1939, 1999.
- La historia de Eta, 2000.
- Umma: el integrismo en el Islam, 2002.
- (Coautor: Fernando Reinales) El nuevo terrorismo islamista, 2004.
- Tras la huella de Sabino Arana. Los orígenes del nacionalismo vasco, 2005.